# Karl Schulz (General, 1807)
Karl Schulz (* 30. März 1807 in Mainz; † 3. Juli 1866 bei Königgrätz) war ein k.k. Generalmajor.
Er war ein Beamtensohn und kam im Jahr 1824 als Kadett in das Infanterie-Regiment Nr. 49 Langenau. Dort wurde er Offizier und dann Adjutant des österreichischen Bundes-Militär-Kommissions-Präses, Generalmajors Baron Rodicky. Er wurde danach zum Hauptmann befördert und kam im Jahr 1849 als Major in das Infanterie-Regiment Nr. 47.
Während der Revolutionsjahre 1848 und 1849 kämpfte er in Italien und in Wien. In Ungarn nahm er am Sturm auf die Schanzen von Kapolna und Ács teil. Anschließend war er in Florenz, Bologna und Mailand stationiert. Als 1859 der Sardinische Krieg ausbrach, deckte er den angeordneten Rückzug des 5. Armeecorps auf der Höhe von Solferino. Für seine Kaltblütigkeit dabei erhielt er den Leopold-Orden. Anschließend wurde er nach Zadar versetzt und dort 1864 zum Generalmajor befördert. Als solcher wurde er als Festungskommandant nach Rastatt versetzt.
Am 14. Juni 1866 brach der Deutsche Krieg aus und am 23. Juni 1866 wurde er telegraphisch zur Übernahme einer Brigade in der Nordarmee berufen. Er nahm bereits am 28. Juni an der Schlacht bei Skalitz teil. Dort stand die Brigade am rechten Flügel und musste flüchtende österreichische Soldaten mit aufgepflanztem Bajonett aufhalten.
Am 3. Juli kämpfte er in Königgrätz im heftig umkämpften Wald bei Ober-Priem. Dieser war von den Preußen besetzt, ohne Artillerievorbereitung und Wissen der Heeresleitung versuchten die Österreicher den Wald zurückzuerobern. Die Kämpfe waren verlustreich für beide Seiten, die Division des Generalmajors war auf 50 Mann geschrumpft. Der Generalmajor wurde durch mehrere Kugeln tödlich verwundet, sein Adjutant Oberleutnant Paul von Moser wurde erschossen.
Der Hauptmann Perizonius und einige Freiwillige vom preußischen Infanterie-Regiment Nr. 28 bargen den General und brachten ihn in das Dort Ober-Priem, wo er starb. Er wurde dort mit seinem Adjutanten vorläufig begraben. Auf Wunsch seiner Familie wurde er noch am 29. Juli auf dem Friedhof Königgrätz beigesetzt. Der Kaiser ließ dazu einen Denkstein mit einem Lorbeerkranz aus Carrara-Marmor mit folgender Inschrift Gedenkstein errichten: „Hier ruht der k. k. General-Major Carl Schulz und dessen Brigade-Adjutant Paul von Moser, den Heldentod gestorben in der Schlacht bei Königgrätz am 3. Juli 1866 in treuer Erfüllung ihrer Pflicht. Der Kaiser ehrt ihr Andenken durch diesen Gedenkstein“.